# Matt Campbell (dartsjátékos)
Matt Campbell (Hamilton, 1989. szeptember 29. –) kanadai dartsjátékos. 2019-től a Professional Darts Corporation tagja. Beceneve "Ginja Ninja".

## Pályafutása

### PDC
Campbell 2019-ben megnyerte az ADO Syracuse Open-t, ahol a döntőben legyőzte az amerikai Darin Youngot. Ebben az évben a CDC Pro Tour-on a legjobb kanadai játékosként végzett, ezzel kvalifikálta magát a 2020-as PDC-dartsvilágbajnokságra. A vb első körében az angol Mark McGeeney-vel játszott, de 3–0-ra elvesztette a mérkőzést és kiesett. A 2020-as CDC Pro Tour-on ismét a legjobb kanadai játékos volt, így újra kvalifikálta magát a 2021-es PDC-dartsvilágbajnokságra. Az első körben Scott Waites-cel találkozott, ahol bár nagyon meggyőzően játszott, 3–2-re mégis kikapott.
2021-ben három európai Challenge Tour állomást nyert meg és a ranglista élén végzett, így sikerült Tour Card-ot szereznie a 2022/2023-as szezonra, és kvalifikálta magát a 2022-es PDC-dartsvilágbajnokságra, valamint a Grand Slam of Darts-ra is. A Grand Slam-en az F-jelű csoportban szerepelt, ahol mindhárom mérkőzését elveszítette (Mensur Suljović, José de Sousa és Luke Humphries ellen), így végül az utolsó helyen végzett.
A 2022-es PDC-dartsvilágbajnokság első körében ezúttal Adrian Lewis-zal mérkőzött meg. Campbell, bár simán megnyerte az első szettet, végül 3–1-re kikapott, így továbbra sem tudott továbbjutni az első fordulónál.
A 2024-es PDC-dartsvilágbajnokságon megnyerte első meccsét a vb-n, az első fordulóban 3–2-re legyőzve a fülöp-szigeteki Lourence Ilagant. A következő körben James Wade-et is legyőzte, mielőtt a harmadik körben 4–1-es vereséget szenvedett a későbbi döntős Luke Littler-től.
2024-ben Campbell megnyerte az észak-amerikai dartsbajnokságot, amelynek döntőjében 6–4-re győzte le Stowe Buntz-ot. Ez a győzelem lehetővé tette volna számára, hogy automatikusan kvalifikálja magát a Grand Slam of Darts-ra és a 2025-ös PDC-dartsvilágbajnokságra is, de a PDC 3.9-es szabálya szerint Campbell nem volt jogosult ezekre, mivel több mint két éve birtokolta már a Tour Card-ját.
A szabályok ellenére Campbellnek mégis sikerült kijutnia a világbajnokságra. Ezt a PDC Tour Card Holder selejtezőjén vívta ki, ahol Mario Vandenbogaerde-t 6–1-re és Andy Baetens-t 6–3-ra győzte le, majd a negyeddöntőben 7–6-ra verte Mervyn Kinget a mindent eldöntő legben. Az első kört ezúttal is sikerrel vette 3–2-re Mensur Suljović ellen, de a második fordulóban Ryan Searle már jobbnak bizonyult nála és 3–0-val kiejtette Campbellt.
2024 júliusában bejutott második Pro Tour-döntőjébe, a Players Championship 12. állomásának fináléjában 8–3-ra kikapott Dimitri Van den Berghtől. Campbell lett az első játékos, aki megvédte az észak-amerikai bajnoki címet, miután a 2025-ös döntőben 6–3-ra legyőzte honfitársát, Jim Longot. Ám ismét nem volt jogosult arra, hogy ezzel a győzelemmel kvalifikálja magát a Grand Slam of Darts-ra és a 2026-os világbajnokságra sem.

## Világbajnoki szereplései

### PDC
- 2020: Első kör (vereség  Mark McGeeney ellen 1–3)
- 2021: Első kör (vereség  Scott Waites ellen 2–3)
- 2022: Első kör (vereség  Adrian Lewis ellen 1–3)
- 2023: Első kör (vereség  Danny Baggish ellen 0–3)
- 2024: Harmadik kör (vereség  Luke Littler ellen 1–4)
- 2025: Második kör (vereség  Ryan Searle ellen 0–3)

## Tornagyőzelmei

### PDC
| PDC Challenge Tour - Challenge Tour (ENG): 2021 (x3) - K-W Tri City Open: 2020 - North American Championship: 2024 - Syracuse Open: 2019 | CDC Pro Tour - CDC Pro Tour (Brownsburg): 2022 - CDC Pro Tour (Moncton): 2021 - CDC Pro Tour (Skokie): 2019 - CDC Pro Tour (Wheeling): 2019 - CDC Pro Tour (Woodstock): 2020 |  |

## Fordítás
Ez a szócikk részben vagy egészben  a   Matt Campbell (darts player) című angol Wikipédia-szócikk ezen változatának fordításán alapul.  Az eredeti cikk szerkesztőit annak laptörténete sorolja fel. Ez a jelzés csupán a megfogalmazás eredetét és a szerzői jogokat jelzi, nem szolgál a cikkben szereplő információk forrásmegjelöléseként.